# Arne Larsen Økland
Arne Larsen Økland (* 31. Mai 1954 in Bømlo) ist ein ehemaliger norwegischer Fußballspieler.
Arne Larsen Økland wuchs in der Ortschaft Økland auf und trat dort einem lokalen Fußballverein bei. Von Vard Haugesund wechselte er 1976 im Alter von 23 Jahren zu Bryne IL in die erste norwegische Liga. Er arbeitete hauptberuflich als Steuerrevisor, da sein monatliches Gehalt nur etwa 1500 Euro betrug.
In Deutschland wurde er bekannt, als er von 1980 bis 1983 bei Bayer 04 Leverkusen spielte. Dort schoss er in 101 Spielen 43 Tore. Besondere Aufmerksamkeit erreichte er im Jahr 1981 durch das Spiel der Leverkusener gegen den FC Bayern München. Nachdem Økland im Spiel bereits einen Hattrick für Leverkusen erzielt hatte, wurde ihm ein vierter Treffer zuerkannt. Dabei hatte der Ball jedoch die Netzstange hinter dem Tor getroffen. Økland informierte den Schiedsrichter der Partie, Udo Horeis, als dieser den Ball schon an der Mittellinie zum Anstoß platziert hatte. Horeis revidierte daraufhin die Torentscheidung, bedankte sich bei Økland per Handschlag und ließ das Spiel mit Abstoß für Bayern fortsetzen. Økland erhielt für diese Aktion die Fair-Play-Plakette des Weltverbandes Fifa. Auf die Frage, ob er auch beim Stande von 0:0 so ehrlich gewesen wäre, antwortete Økland: „Ich weiß es nicht, aber ich hoffe es.“
Als er 1983 bei Bayer 04 Leverkusen aufhörte, wechselte er zunächst bis 1985 zu RC Paris. Seine Karriere beendete Økland 1987 bei Bryne IL.
In der norwegischen Nationalmannschaft spielte er 54 mal und schoss dabei 13 Tore.

## Nach der Karriere
Von 1989 bis 1994 war Økland Co-Trainer der norwegischen Nationalmannschaft. Seit 1992 besitzt er eine große Pizzeria-Kette. 1997 erwarb Økland die Insel Hillesøy, auf der er heute lebt, für umgerechnet 125.000 D-Mark. 2001 wurde er Europameister im Hochseeangeln. Zudem war Økland im Vorstand des norwegischen Fußballvereins Viking Stavanger. Seit Sommer 2012 ist er Sportdirektor und Geschäftsführer des Vereins.